# أغنيس فونغ سوك هار
أغنيس فونغ سوك هار (من مواليد 1946) واحدة من أوائل الضباط في القوات المسلحة السنغافورية وأول ضابط قائد حينما تولت قيادة قاعدة الإمداد الجوي الأولى في عام 1979.

## المهنة العسكرية
في عام 1967، كانت أغنيس فونغ سوك هار تعمل ككاتبة في وزارة الدفاع عندما استدعت الخدمة الوطنية أول مجموعة من المجندين. كانت أغنيس، جنبا إلى جنب مع امرأتين أخريين. كانت بجانب نانسي تان سو كيو وباتريشيا كوه كيم توه (وكلاهما خدمتا في قوة شرطة سنغافورة)، شرعت النساء الثلاثة في دورة تدريب ضباط الجيش (للبنات) في مدرسة قوة الدفاع الشعبية الثانية (للبنات) وأصبحن ضابطات في وقت لاحق من ذلك العام. صرحت في إحدى مقابلات القوات المسلحة السنغافورية، قالت:
«كانت السنوات المبكرة محبطة خصوصًا. كنت أعمل في العديد من الإدارات اللوجستية بعد ذلك. التحقت بي بعض الضابطات الأخريات لاحقًا ولكن شعرنا أننا لا نساهم في الأمة لم يكن أحد يثق في النساء كثيرًا في تلك الأيام وكُلفنا بمهام غير مهمة لم تكن ذات صلة بتهيئ الضباط».
صنعت الكابتن أغنيس فونج سوك هار تاريخها في عام 1979 عندما أصبحت ضابطًا في قاعدة الإمداد الجوي الأولى. كانت هذه هي المرة الأولى التي تتم فيها ترقية امرأة إلى منصب الضابط القائد. عندما سئلت عن شعورها، أجابت قائلة:
«سأحاول جاهدة الرد على كل تحدي. بعد كل شيء، أنا جاهزة تماما للمشاكل المستقبلية».
هذه هي المرة الأولى التي يضعون فيها امرأة في مثل هذا الاختبار الرئيسي. بعد التعيين، تم منحها المزيد من الفرص لتطوير مهاراتها التحليلية والقيادية. بحلول الوقت الذي تقاعدت فيه، تمت ترقية آغنيس إلى رتبة رائد.
تم إدراج الكابتن أغنيس فونج ضمن مشاهير النساء في سنغافورة في عام 2014، وذلك بعد أن تم إنشاء قاعة لمشاهير النساء في سنغافورة في عام 2005 لتكريم بعض الناشطات والمعلمات والمحنيات الرائدات في سنغافورة.

## وصلات خارجية
- السيرة الذاتية لأول قائدة سنغافورية.
- احتفال أغنيس فونغ بدخولها في قاعة مشاهير النساء بسنغافورة عام 2014.
- قاعة مشاهير النساء بسنغافورة